# Mona Lisas leende
Mona Lisas leende (engelska: Mona Lisa Smile) är en amerikansk långfilm från 2003 i regi av Mike Newell, med Julia Roberts, Kirsten Dunst, Julia Stiles och Maggie Gyllenhaal i rollerna.

## Handling
I 1950-talets USA kommer Katherine Watson (Julia Roberts) till den konservativa flickskolan Wellesley College för att undervisa i konsthistoria. Katherine kämpar för att eleverna ska ta sig friheten att välja bort ett liv som hemmafruar, något som de andra lärarna på skolan inte uppskattar.

## Rollista
| Julia Roberts     | – Katherine Ann Watson   |
| Kirsten Dunst     | – Betty Warren           |
| Julia Stiles      | – Joan Brandwyn          |
| Maggie Gyllenhaal | – Giselle Levy           |
| Ginnifer Goodwin  | – Connie Baker           |
| Dominic West      | – Bill Dunbar            |
| Juliet Stevenson  | – Amanda Armstrong       |
| Marcia Gay Harden | – Nancy Abbey            |
| John Slattery     | – Paul Moore             |
| Marian Seldes     | – President Jocelyn Carr |
| Donna Mitchell    | – Mrs. Warren            |
| Terence Rigby     | – Dr. Edward Staunton    |
| Jennie Eisenhower | – Girl at the Station    |
| Leslie Lyles      | – Housing Director       |
| Laura Allen       | – Susan Delacorte        |